# USH2A
USH2A‏ (Usherin) هوَ بروتين يُشَفر بواسطة جين USH2A في الإنسان.

## الوظيفة
يشفر هذا الجين بروتين Usherin الذي يحتوي على أنماط اللامينين EGF، ومجال البنتراكسين، والعديد من أنماط الفيبرونيكتين من النوع الثالث. قد يكون البروتين المرتبط بالغشاء القاعدي المشفر مهمًا في نمو الأذن الداخلية وشبكية العين واستتبابها. ارتبطت الطفرات داخل هذا الجين بمتلازمة أشر من النوع IIa. وجرى وصف متغيرات النسخ الموصولة بشكل بديل والتي تشفر أشكالًا متماثلة مختلفة.